# Alice Brasse-Forstmann
Alice Brasse-Forstmann (* 13. Julijul. / 26. Juli 1903greg. in Libau, Lettland; † 4. Februar 1990 in Berlin) war eine baltendeutsche Malerin und Grafikerin. Sie verwendete die Künstlernamen Alifo und Ali Fo.

## Leben
Alice Forstmann wuchs von deutscher wie auch russischer Kultur geprägt auf. Mit 19 Jahren begann sie ein Studium an der Kunstakademie in Königsberg, ab 1924 war sie für zwei Jahre an der Hochschule für Bildende Künste in Berlin. In dieser Zeit widmete sie sich besonders der Radierung. In Königsberg begegnete sie ihrem späteren Mann, dem Maler und Grafiker Otto Adolf Brasse. Nach der Heirat 1928 lebten beide, bis auf kriegsbedingte Unterbrechungen, in ihrer Atelier-Wohnung in Berlin. Sie waren durch ihre künstlerische Partnerschaft bis zu Brasses Tod 1988 eng miteinander verbunden.
In der Zeit des Nationalsozialismus fiel Alice Brasse-Forstmann beim Regime in Ungnade. Sie hatte in einer Ausgabe der Westermanns Monatshefte einen Artikel über Lettland mit eigenen Bildern illustriert, die Missfallen erregten, da sie als zu „ostisch“ galten. Danach stellte die Künstlerin vorerst nicht mehr aus. Sie und ihr Mann lebten von dem Geld, das er als Kinderbuchillustrator verdiente.
1945 gab es für sie einen Neuanfang. Brasse-Forstmann beteiligte sich unter anderem beim Wiederaufbau zerstörter Kirchen und stellte kirchliche Wandteppiche und Antependien her. 
Von 1946 bis 1980 war Brasse-Forstmann Mitglied im Berufsverband Bildender Künstler Berlin. 1946 hatte sie ihre erste Ausstellung in London, ab 1955 folgten weitere in Deutschland und in anderen Ländern. Da ihr gesamter Besitz einschließlich der Bilder 1943 bei Bombenangriffen zerstört worden war, konnte sie ausschließlich nach dem Krieg entstanden Werke ausstellen.
Gemalt hat sie hauptsächlich in der Nacht. Sie war seit 1956 Mitglied und von 1958 bis 1983 auch Vorsitzende des Vereins der Berliner Künstlerinnen. Gemeinsam wurde ausgestellt und die künstlerische Auseinandersetzung untereinander gesucht. 1968 wurde ihr das Verdienstkreuz am Bande der Bundesrepublik Deutschland verliehen. Seit 1986 war sie Dozentin am Schwesternhaus des Evangelischen Diakonievereins, wo sie Vorträge über Künstler hielt.
Zusammen mit ihrem Mann pflegte sie engen Austausch mit dem Künstlerehepaar Gisela Lehner und Hubertus Lehner.
Von 1967 bis zu ihrer Pensionierung 1983 arbeitete das Künstlerpaar im Brücke-Museum in Berlin-Dahlem. Danach waren beide wieder freischaffend tätig.
Am 4. Februar 1990 starb Alice Brasse-Forstmann nach einer schweren Krankheit in Berlin.

## Werk
Brasse-Forstmann arbeitete in verschiedenen Techniken: Radierung, Glasdruck, Holzschnitt und Textilkunst. Zudem schuf sie Wandgemälde, Bilder in Mischtechnik und Buchillustrationen. Ihre Darstellungen sind geprägt von der osteuropäischen Kultur, der sie entstammte. Sie zeigen beispielsweise ländliche Motive, Bäuerlichkeit, Bodenständigkeit und jüdisches Leben. Ähnlichkeiten zu Arbeiten von Käthe Kollwitz, die auch Mitglied im Verein der Berliner Künstlerinnen war, oder Otto Mueller sind in manchen Werken erkennbar.
Viele von Brasse-Forstmanns Arbeiten haben einen biblischen oder kirchlichen Bezug. So fertigte sie künstlerische Wandteppiche für die Gemeinde Berlin-Schmargendorf und das Altersheim Tegel sowie für die Zweigstelle des Evangelischen Diakonievereins in Göttingen an. Ihre Ausstellungen fanden teilweise auch in kirchlichen Räumen statt.